# アニメじゃない -夢を忘れた古い地球人よ-
「アニメじゃない -夢を忘れた古い地球人よ-」（アニメじゃない ゆめをわすれたふるいちきゅうじんよ）は、1986年2月21日に、キングレコード / スターチャイルドからリリースされた新井正人のソロデビューシングル。

## 解説
1977年に、音楽グループ・ダイアリーのボーカルとしてデビューし、1979年からパルの2代目リードボーカルとして活動した新井にとって、ソロデビューシングルとなった。新井はシンガーソングライターだが、2曲ともに外部の作家が楽曲制作している。
名古屋テレビ・テレビ朝日系テレビアニメ『機動戦士ガンダムΖΖ』の主題歌として起用された。本編9話では劇中使用されている。

## 収録曲
| 全作詞: 秋元康、全作曲: 芹澤廣明、全編曲: 鷺巣詩郎。 |                                             |        |            |      |
| #                                                    | タイトル                                    | 作詞   | 作曲・編曲 | 時間 |
| 1.                                                   | 「アニメじゃない -夢を忘れた古い地球人よ-」 | 秋元康 | 芹澤廣明   | 4:02 |
| 2.                                                   | 「時代が泣いている」                        | 秋元康 | 芹澤廣明   | 4:39 |
| 合計時間:                                            | 合計時間:                                   | 8:41   |            |      |

## 収録作品
| 曲名                                    | 収録アルバム                       | 発売日        | 備考 |
| --------------------------------------- | ---------------------------------- | ------------- | ---- |
| アニメじゃない -夢を忘れた古い地球人よ- | 『機動戦士ガンダムΖΖ BGM集 Vol.1』 | 1986年4月21日 |      |
| アニメじゃない -夢を忘れた古い地球人よ- | 『GUNDAM SINGLES HISTORY』         | 1987年2月5日  |      |
| 時代が泣いている                        | 『機動戦士ガンダムΖΖ BGM集 Vol.1』 | 1986年4月21日 |      |
| 時代が泣いている                        | 『GUNDAM SINGLES HISTORY』         | 1987年2月5日  |      |

## タイアップ
| # | 曲名                                        | タイアップ                                                                                               | 出典  |
| - | ------------------------------------------- | --- | ----- |
| 1 | 「アニメじゃない -夢を忘れた古い地球人よ-」 | 名古屋テレビ・テレビ朝日系テレビアニメ『機動戦士ガンダムΖΖ』オープニングテーマ                           | [ 1 ] |
| 1 | 「アニメじゃない -夢を忘れた古い地球人よ-」 | ニンテンドー ゲームキューブ/PlayStation 2用ゲームソフト『機動戦士ガンダム ガンダムvs.Ζガンダム』CMソング |       |
| 2 | 「時代が泣いている」                        | 名古屋テレビ・テレビ朝日系テレビアニメ『機動戦士ガンダムΖΖ』エンディングテーマ                           | [ 1 ] |

## カバー
『ビデオアニメ VS テレビアニメ』（JBX-2051、1986年発売）
小幡純也 - ビクターレコード（ビクターエンタテインメント）による「アニメじゃない -夢を忘れた古い地球人よ-」のカバーを収録。
『TVスーパー・ヒーロー大集合!』（32DG-80、1987年8月1日発売）
楠木勇有行 - CBS・ソニー（ソニー・ミュージックレコーズ）による「アニメじゃない -夢を忘れた古い地球人よ-」のカバーを収録。